# لیک، جزیره وایت
لیک (به انگلیسی: Lake) یک روستا و محله مدنی در بریتانیا است که در جزیره وایت واقع شده‌است. لیک ۲٫۴۳۰۱ کیلومتر مربع مساحت و ۵٬۱۱۷ نفر جمعیت دارد.